# سوفانان بوريرات
سوفانان بوريرات (10 أكتوبر 1993 بمحافظة تشانثابوري في تايلاند - ) (بالتايلندية: ศุภนันท์ บุรีรัตน์)‏ هو لاعب كرة قدم تايلندي في مركز الدفاع. لعب مع Pattaya United F.C. (2008) ‏.

## روابط خارجية
- سوفانان بوريرات على موقع قاعدة بيانات كرة القدم.إي يو (الإنجليزية)
- سوفانان بوريرات على موقع ناشيونال فوتبول تيمز (الإنجليزية)
- سوفانان بوريرات على موقع Soccerway.com (الإنجليزية)